# 나가노현 가미시로 단층 지진
나가노현 가미시로 단층 지진(長野県神城断層地震)은 2014년 11월 22일 오후 10시 8분경 일본 나가노현 북부에 있는 기타아즈미군 하쿠바촌에서 일어난 규모 M6.7의 지진이다. 일본 기상청 진도 계급 기준 나가노현 오타리촌, 오가와촌, 나가노시에서 최대 6약의 진도를 관측하였다. 지진이 일어난 곳은 오타리촌에서 하쿠바촌 사이에 있는 가미시로 단층이다. 지진 명칭은 나가노현에서 정한 것이며 나가노현 북부 지진으로 명명하는 곳도 있다.

## 명칭
일본 기상청은 지진의 이름을 따로 붙이지 않았다.
나가노현 측에서는 2011년 나가노현 북부 사카에촌에서 일어난 나가노현 북부 지진과 구분하기 위해 11월 24일부터 진원 단층의 이름을 붙인 "나가노현 가미시로 단층 지진"으로 부르고 있다.

## 지진
가미시로 단층의 운동으로 일어난 지진으로 지진 진앙은 일본 나가노현 하쿠바촌 북쪽 지역으로 다카도야마산 근처 좌표는 북위 36도 41.34분, 동경 137도 53.27분이다. 하쿠바촌 사무소 동남쪽 3km 부근이며 진원 깊이는 5km로 추정된다.
진원기구 분석에서는 서북서-동남동 방향을 축으로 압력을 받은 역단층형 지진이며 지하의 여진분포면이 동쪽 아래로 내려가는 경사라 진원단층도 동쪽 아래로 내려가는 경사면을 가진 역단층으로 추정하고 있다. 지각을 구성하고 있는 대륙판 내부에서 일어난 판 내부 직하형지진이다.
지진의 일본 기상청 규모는 M6.7이다. 처음 속보치에서는 M6.8로 발표되었으나 이후 하향 수정되었다. CMT해를 분석한 결과에서 나온 모멘트 규모는 Mw6.2이다.
지진 1일 이후 여진 분포는 히메카와강 유역을 따라 오타리촌에서 하쿠바촌 사이 남북 20km 영역에 집중적으로 일어났다. 이 지역은 가미시로 단층의 영역과 일치한다.

### 진원 단층
지각변동 데이터 등을 분석한 결과에서는 단층 파괴 길이는 약 20km로 하쿠바촌에서 오타리촌에 걸쳐져 있는 31km 길이의 가미시로 단층 북쪽이 단층 활동을 한 것으로 추정된다. 또한 9km에 걸쳐 지표면에서 지진 단층의 활동 흔적을 볼 수 있다. 1996년 지진조사연구회가 공표한 평가에선 가미시로 단층의 길이는 약 26km라고 발표했으나 추후 조사를 통해 북쪽에 단층이 더 존재하는 것처럼 보이는 지형이 발견되었으며 중력 이상도 관측해 가미시로 단층의 북쪽을 더 연장할 것인지 논의할 단계에 있었다. 지진 후 관찰한 지각변동과 여진 분포 분석을 통해 가미시로 단층 동쪽에 나란히 있는 오타리-나카야마 단층도 동시에 단층 활동을 일으켰을 가능성도 제기되고 있다.
지진조사연구추진본부는 지진 발생 다음날인 11월 23일 임시회를 열고 지진활동평가를 발표하였다. 여기서 "2014년 나가노현 북부 지진은 가미시로 단층의 활동으로 일어났을 가능성이 매우 높다"며 향후 추가조사를 통해 검토할 필요가 있다고 발표하였다. 이 당시에는 가미시로 단층의 26km 중 짧은 15km 지역만 움직여서 일어났던 것이라고 추정하고 있었다. 2주 후인 12월 9일에는 지진조사위원회가 제차 지진활동평가를 발표한 후 가미시로 단층 일부와 북쪽 연장지역이 활동한 것이라고 발표하였다.
11월 23일 신슈 대학의 히로이치 다이스케 교수와 연구진들이 실시한 현장조사에서는 하쿠바촌의 오이데 지구 등 약 20곳에서 지표면에 단층 단차와 습곡이 생겨난 것을 확인하였다. 또한 소지마 지구에 생긴 지표단층은 히메카와 제2댐을 건설한 후 만들어진 인공호로 물 속에 있던 지역이라 알져진 단층추적선상에 없던 지역이었다. 또한 도호쿠 대학 재해국제연구소의 조사에서는 진원단층이 더욱 길게 뻗어 있어 지표상에 드러난 지진 단층은 미나미카미시로역 동쪽에서부터 시나노모리우에역 동쪽까지 대략 9km 정도 더 걸쳐져 있는 것을 확인하였다. 또한 가미시로 미카이치바 지구 남쪽에서는 눈에 띄는 단층 변위가 없었다고 발표했다.

### 지각 변동
일본 국토지리원은 11월 23일 지각 변동 현황 발표에서 진원지에 가까운 '하쿠바'(하쿠바촌) 전자기준점이 동남쪽 방향으로 29.2cm 이동하고 아래 방향으로 12.0cm 침강하는 등 큰 변화가 있었으며 이는 지진계가 기록한 진원 단층의 움직임과도 같다고 말했다. 시오지마 지구의 지각 변동은 대략 1m에 달했으며 알려진 내륙 직하형지진 중에서는 규모가 작은 편에도 불구하고 큰 지각변동이 일어났다. 또한 엔다 교수(遠田, 2014)는 가미시로 단층 남쪽과 마쓰모토 분지 동연 단층의 북쪽에 한꺼번에 쌓인 응력 변화의 영향이 있었다고 주장하였다.

### 지진학적 의미
1995년부터 일본 내에서 정비되기 시작한 고감도 지진관측망의 운영 시작 이후 처음으로 활단층이라고 알려져 있던 단층에서 일어난 처음으로 피해가 발생한 지진이다.
일본 지진조사연구추진본부가 예상했던 지진은 단층 발생 구간이 22-55km로 최대 규모는 M7.5-8.5 정도의 지진이 대략 천년에 한번 일어난다고 추정했으나 실제 2014년 일어난 지진은 단층 발생 구간이 30km 이하에 규모 M6.7 정도로 실제보다 더 과대하게 평가했다는 문제점이 지적되었다. 따라서 가정하고 있는 지진보다 더 짧은 수백년에 한번 정도의 간격으로 2014년 지진과 같은 규모의 피해를 주는 지진이 일어날 확률이 실제보다 더 커져버리는 문제점이 지적되었다.

### 전진
11월 23일 지진조사위원회의 지진 활동 평가 보고회에서 지진 4일 전인 11월 18일 밤부터 19일 오전까지 진원 부근에서 규모 M2급의 지진 활동이 여러 차례 있었다는 것이 밝혀졌다. 회견에서 18-19일의 지진 활동이 전진 활동이냐는 물음에 위원장은 전진 활동으로 보이긴 하나 단정지을 수는 없다고 답변하였다. 하지만 이후 대지진 조사위원회의 추후 분석에서는 '전진'으로 추정되었던 지진 활동이 가미시로 단층과는 다른, 별개의 서로 교차하던 단층에서 일어난 지진으로 판명되었다.

### 여진 활동
본 지진의 최대여진은 본진 29분 후인 22시 37분에 일어난 규모 M4.5, 최대진도 5약의 지진이다.
일본 기상청은 본진 1시간 후인 22일 23시경 발표에서 1주일 정도는 최대진도 5강 정도의 여진이 발생할 가능성이 높으며, 진앙이 산간 지방이기 때문에 산사태 등의 재해가 발생할 우려가 높다고 특히 주의를 당부했다. 또한 일본 기상청은 11월 24일, 27일, 12월 1일 총 3번 정기적으로 당시 여진 상황을 바탕으로 규모 M5.0(진도 5강 이상) 및 규모 M4.5(진도 5약 이상)의 여진 발생 확률을 발표하였다.
| 발표일    | 예측 기간                | 확률                      | 확률                      |
| 발표일    | 예측 기간                | M5.0 이상 (진도 5강 이상) | M4.5 이상 (진도 5약 이상) |
| --------- | ------------------------ | ------------------------- | ------------------------- |
| 11월 24일 | 11월 24일 10시부터 3일간 | 10%                       | 30%                       |
| 11월 24일 | 11월 27일 10시부터 3일간 | 10% 미만                  | 20%                       |
| 11월 27일 | 11월 27일 14시부터 3일간 | 10% 미만                  | 10%                       |
| 11월 27일 | 11월 30일 14시부터 3일간 | 10% 미만                  | 10% 미만                  |
| 12월 1일  | 12월 1일 14시부터 3일간  | 10% 미만                  | 10% 미만                  |
| 12월 1일  | 12월 4일 14시부터 3일간  | 10% 미만                  | 10% 미만                  |

| 날짜      | 횟수 | 최대진도 |           | 날짜 | 횟수 | 최대진도 |
| 11월 22일 | 23   | 5약      | 11월 30일 | 0    | ―    |          |
| 11월 23일 | 47   | 3        | 12월 1일  | 4    | 2    |          |
| 11월 24일 | 14   | 4        | 12월 2일  | 2    | 2    |          |
| 11월 25일 | 4    | 4        | 12월 3일  | 2    | 1    |          |
| 11월 26일 | 4    | 2        | 12월 4일  | 3    | 2    |          |
| 11월 27일 | 2    | 1        | 12월 5일  | 1    | 2    |          |
| 11월 28일 | 4    | 3        | 12월 6일  | 0    | ―    |          |
| 11월 29일 | 2    | 2        | 12월 7일  | 1    | 1    |          |

## 과거의 관련 주변 지진
1910년 이후 2014년 지진의 진앙 20km 내 부근의 주요 지진 활동을 보면 가장 컸던 지진은 1918년 일어났던 오마치 지진(M6.1+M6.5)였으며 이어서 1986년 12월에 일어난 규모 M5.9, 최대진도 4의 지진으로 약간의 피해가 있었으며 1998년 7월에도 규모 M5.0, 최대진도 4의 지진이 있었다. 2014년 일어난 지진은 과거 100년 중 가장 강력한 지진이었다.
2014년 지진이 일어나기 300년 전인 1714년 4월 28일(쇼토쿠 4년 3월 15일)에는 현재의 하쿠바촌 인근에 일어난 규모 M6.25 정도의 시나노 오타리 지진이 있었다. 이 지진으로 히메카와강 유역을 중심으로 큰 피해를 입어 고야마촌 지역은 최소 100여명이 사망하였으며 전체적으로 부상자 37명, 가옥 붕괴 194채라는 피해 기록이 남아 있다. 2014년 지진으로 가옥 붕괴 피해가 집중된 하쿠바촌 가미시로의 호리노우치 지구는 시나노 코타니 지진 당시에도 주택 대부분이 무너졌던 것으로 알려져 있었다.
또한 2014년 지진의 진앙은 2011년 3월 12일(도호쿠 지방 태평양 해역 지진이 일어난 다음 날) 일어난 2011년 나가노현 북부 지진의 진앙인 니가타현 시모미노치군 사카에촌-나가노현 나카우오누마군 쓰난정 경계에서 서남쪽으로 약 70km 떨어져 있다. 또한 진앙 150km 내에 일어난 규모 M6 이상의 강진으로는 2004년 10월 23일 일어난 니가타현 주에쓰 지진, 2007년 2월 25일 일어난 2007년 노토반도 지진, 2007년 7월 16일 일어난 니가타현 주에쓰 해역 지진이 있다. 11월 23일 열린 지진활동평가 보고회견에서 기자 질의응답 시간에 지난 번에 일어난 이 지진과 2014년 지진과의 관계에 대한 질문이 나왔다. 이에 지진조사위원회 의장은 "가능성이 없다고는 할 수 없다"며 유일하게 단정지을 수 있는 것은 활단층에 일어났다는 것 뿐이라고 답하였다.

## 각지의 진도

### 계측진도
나가노현의 오타리촌 오타리, 오가와촌 다카푸, 나가노시 산간중부 도가쿠시와 기나사 4개 지점에서 일본 기상청 진도 계급 기준 진도 6약을 관측하였다. 또한 하쿠바촌 기타시로, 시나노정 가시와라히가시우라, 나가노시 도요노마치 도요노와 나카조 및 나가노 시내의 하코시미즈에서 진도 5강을 관측하였다. 이밖에 나가노현 나가노시와 오마치시, 니가타현 이토이가와시와 묘코시에서 진도 5약을 관측했으며 나가노현, 니가타현, 이시카와현에서 진도4를, 도야마현, 시즈오카현, 야마나시현, 아이치현, 군마현, 사이타마현, 가나가와현에서 진도3을 관측하였다. 진도1 이상을 관측한 지역은 주고쿠-긴키 지방에서 도호쿠 지방까지 광범위했다.
일본 방재과학기술연구소의 사전지진위험평가에 따른 J-RISQ 지진속보에 따르면 진도6약 이상을 느낀 사람이 2만명, 진도5강 이상을 느낀 사람이 20만명 정도이며 이들 대부분이 나가노현 거주자라고 발표했다.
| 진도 | 도도부현   | 시구정촌                                                                                     |
| ---- | ---------- | -------------------------------------------------------------------------------------------- |
| 6약  | 나가노현   | 나가노시 오타리촌 오가와촌                                                                   |
| 5강  | 나가노현   | 하쿠바촌 시나노정                                                                            |
| 5약  | 나가노현   | 나가노시 오마치시 이즈나정                                                                   |
| 5약  | 니가타현   | 이토이가와시 묘코시                                                                          |
| 4    | 나가노현   | 스자카시 이야마시 이케다정 마쓰카와촌 오부세정 기지마다이라촌 지쿠마시 마쓰모토시 지쿠호쿠촌 |
| 4    | 니가타현   | 조에쓰시 가시와자키시 가리와촌                                                               |
| 4    | 이시카와현 | 와지마시 스즈시                                                                              |

### 추정진도
일본 기상청의 추계진도분포도에서는 나가노현 다이호 지역을 중심으로 한 나가노현 북부와 니가타현 주에쓰, 도야마현 동부 넓은 지역이 진도4를 느꼈을 것이라 추정하고 있다. 진도 분포상으로는 진앙 동쪽 지역이 상대적으로 추정 진도가 컸으며 서쪽 지역은 상대적으로 추정 진도가 작은 경향이 있었는데 특히 진도6약을 느낀 지역은 진앙 동쪽에 치우쳐져 있으며 진도3에 머문 도야마현에서는 추정진도 진도4 이상의 범위가 동부 산간지역에만 있다.
2015년 11월, 신슈 대학 조사단의 약 2만 6천여 건의 주민 조사 결과에서는 다음과 같은 결론을 얻었다.
- 하쿠바촌의 호리오우치, 다가시라 지구는 진도6강을 느꼈다.
- 오타리촌의 나카타리가와강 지역은 진도6강을 느꼈다.
- 오가와촌, 나가노시 긴사나 지구 넓은 지역에서 진도6약이 분포했으며, 나가노시 도가쿠시 등 북쪽에서는 6약에서 5강 사이의 진도를 느낀 곳도 많았고 6강을 느꼈던 곳도 다수 있었다.
- 나가노시 중심부는 5약에서 4 정도를 느꼈다. 젠코지 주변과 아사카와 와카쓰키 단지는 6약을 느꼈을 것으로 추정된다.

일부 연구에서는 나가노현 하쿠바촌의 가미시로, 호리오우치 지구 지역에서 진도7급의 흔들림이 있었던 것으로 추정하기도 한다.

## 피해
나가노현에서는 임야, 산길 피해액이 23억 4,600만 엔(확정치)라고 발표하였다.
|            | 사망자 및 부상자수 | 사망자 및 부상자수 | 사망자 및 부상자수 | 피해 주택수 | 피해 주택수 | 피해 주택수 | 비주택 |
| 지역       | 사망자수           | 중상자수           | 경상자수           | 완전 붕괴   | 일부 분괴   | 일부 손상   | 붕괴   |
| 나가노시   |                    | 2                  | 10                 | 4           | 45          | 1138        | 90     |
| 마쓰모토시 |                    |                    |                    |             |             | 1           |        |
| 오카야시   |                    |                    |                    |             |             | 1           |        |
| 나카노시   |                    |                    |                    |             |             | 5           |        |
| 오마치시   |                    |                    | 2                  |             | 6           | 101         |        |
| 이야마시   |                    |                    |                    |             |             | 1           |        |
| 아즈미노시 |                    |                    |                    |             |             | 1           |        |
| 마쓰카와촌 |                    | 1                  |                    |             |             |             |        |
| 하쿠바촌   |                    | 3                  | 20                 | 42          | 35          | 160         | 141    |
| 오타리촌   |                    | 2                  | 2                  | 33          | 75          | 224         | 42     |
| 시나노정   |                    |                    | 1                  |             |             |             |        |
| 오가와촌   |                    |                    | 1                  | 2           | 11          | 185         |        |
| 이즈나정   |                    |                    | 2                  |             |             | 11          |        |
| 총 합      |                    | 8                  | 38                 | 81          | 172         | 1828        | 273    |

하쿠바촌에 주택 붕괴 피해가 집중되었으며, 특히 가미시로 지역에서는 주택이 붕괴하여 깔렸다가 26명이 구조되는 등의 일이 있었다. 또한 지진 다음날 하쿠바촌의 최저기온이 영하 1.1 °C로 추운 가운데 정전이 일어나 난방기구도 사용할 수 없어서 대피소로 이동하거나 자동차와 천막 안에서 밤을 지낸 주민들도 많았다.
수많은 주택이 붕괴한 가운데서도 사망자는 단 1명도 남지 않아 "하쿠바의 기적"(白馬の奇跡)이라고도 부르는데, 일본 건설기준법에서 수직적설량 제한 기준이 높아 기둥을 굵은 기둥을 사용했으며 주민들이 적극적으로 구조 활동을 도와 빠르게 구조하여 부상에서 끝났다는 분석이 있다.

## 같이 보기
- 이토이가와-시즈오카 구조선
- 니가타-고베 왜곡집중대
- 2011년 나가노현 북부 지진